# Egidijus Varnas
Egidijus Varnas (ur. 31 lipca 1975) – litewski piłkarz grający na pozycji pomocnika. Od 2006 roku piłkarz klubu Ekranas Poniewież. Dwukrotny reprezentant Litwy, w kadrze zadebiutował w 2001 roku.